# Sergueï Nakariakov
Sergueï Mikhaïlovitch Nakariakov (en russe : Сергей Михайлович Накаряков; né le 10 mai 1977, à Gorki) est un trompettiste et bugliste israélo-russe, formé à l'école française, surnommé « le Paganini de la trompette » pour sa virtuosité technique et « le Caruso de la trompette » pour son lyrisme. Enfant prodige, il donne son premier concert à dix ans, en jouant le concerto d'Arutunian. Il vit depuis en France, et s'illustre dans l'interprétation de concertos composés originellement pour des instruments autres que la trompette. Il est issu d'une famille de musiciens et se produit d'ailleurs régulièrement avec sa sœur, Vera Mikhailovna Okhotnikova, pianiste.

## Biographie
Nakariakov  May est né à Gorki le 10 mai 1977 (aujourd'hui Nijni Novgorod), dans la Russie soviétique. Il commence a étudier la musique à l'âge de six ans, apprenant d'abord le piano. Cependant, il se blesse gravement la colonne vertébrale en tombant d'un arbre qu'il escaladait. Ne pouvant s'asseoir pendant six mois, il doit interrompre ses leçons de piano.
Nakariakov se tourne alors vers la trompette. C'est son père, Mikhaïl Nakariakov, qui lui enseigne ce nouvel instrument.  
Il est rapidement considéré comme un enfant prodige. À onze ans, il gagne un prix dans une compétition pour adultes. Son premier disque paraît alors qu'il a quinze ans en 1992 sur le label Teldec.
En 1993, il intègre le Conservatoire de Paris. Lors d'un entretien en 2011, il s'agace du fait qu'on le présente souvent pour cette raison comme un musicien français, et s'affirme comme un israélien à qui l'Europe « sert de base ». 

## Enregistrements
- Trumpet works, 1992 ;
- Trumpet concertos, 1993 ;
- Carmen Fantasie, 1994 ;
- Baroque Trumpet Concertos, 1996 ;
- Elegie, 1997 ;
- No Limit, 2000 ;
- From Moscow with Love, 2001 ;
- Echoes from the Past, 2002.
- Schumann : Fantasiestücke opus 73 (avec Martha Argerich), 2006
- Widmung, 2012 ;

La Collection Sergei Nakariakov est éditée aux Éditions Marc Reift. Elle comprend 62 titres pour différentes formations : trompette solo ou bugle solo, et orchestre symphonique, orchestre à cordes ou piano. 